# Ayumi Ishida
Ayumi Ishida (石田 亜佑美 Ishida Ayumi?,  Sendai, Prefectura de Miyagi, 7 de enero de 1997) es una cantante de pop y bailarina japonesa, actualmente miembro de la décima generación y sub-líder del grupo femenino Morning Musume. Antes de unirse a Morning Musume, Ishida era una bailarina de respaldo en el grupo femenino de Avex Trax, Dorothy Little Happy.
En 2024, anunció su graduación de Morning Musume y Hello! Project para el concierto final de la gira de otoño del grupo.

## Primeros años
Ishida nació el 7 de enero de 1947 en la ciudad de Sendai, prefectura de Miyagi, como la menor y única mujer de cinco hermanos. Los nombres de sus padres no han sido revelados, pero se sabe que su familia posee una panadería. También tiene una prima llamada Mio Ishida. En 2009, Ishida comenzó a tomar cursos de canto y baile, los cuales continuó tomando hasta que se unió a Morning Musume. También fue una exbailarina de respaldo para el grupo de femenino de Avex Trax, Dorothy Little Happy.

## Carrera

### Morning Musume
En 2011, Ishida participó en las audiciones para unirse a la décima generación de Morning Musume. Durante septiembre, apareció semanalmente en el programa de televisión Hello Pro! Time en el segmento dedicado a las audiciones. El 29 de septiembre de 2011, durante un concierto en Nippon Budokan, se anunció que Ishida aprobó las audiciones junto con Haruna Iikubo, Masaki Satō y Haruka Kudō.
El 11 de enero de 2012, Nippon Television comenzó a transmitir el drama semanal Sūgaku Joshi Gakuen, en la que Ishida y varias de sus compañeras actuaron. La serie se convirtió en su debut como actriz. El 18 de abril de ese mismo año, se anunció que Reina Tanaka y los miembros de la novena y décima generación participarían en una obra teatral titulada Stacey's Shōjo Saisatsu Kageki. El musical se realizó del 6 al 12 de junio. El 24 de agosto, se anunció que Ishida tomaría un descanso de un mes de las actividades de Morning Musume debido a un esguince en el tobillo.
El 13 de mayo, se dio a conocer información sobre un evento de los miembros de la novena y décima generación de Morning Musume, así como también de miembros de la segunda generación de Angerme, titulado Mosuma FC Event ~Gachi ☆ Kira~. Tuvo lugar los días 15, 18 y 20 de junio en Yokohama Blitz. El 10 de octubre, se anunció que Satō sería miembro de la nueva unidad musical "Harvest" junto con Erina Ikuta, Masaki Satō y Akari Takeuchi. El 8 de noviembre de 2013, Tsunku anunció en su blog que, para poder cumplir con la fecha límite del sencillo Ijiwaru Shinai de Dakishimete yo / Hajimete wo Keiken-chuu de Juice=Juice, Ishida tomaría el lugar de Karin Miyamoto durante las escenas de baile en el video musical del tema. El 1 de enero de 2015, se anunció que Ishida fue elegida para modelar para H!P Digital Books, a la par con Maimi Yajima. El 7 de enero, Ishida celebró su cumpleaños número dieciocho. El evento especial se llamó Ishida Ayumi Birthday Event 2015, y presentó una actuación en Tokio en el  TOYKO FM HALL. El 2 de febrero, se anunció que Ishida modelaría nuevamente para H!P Digital Books, junto con Ayaka Wada y Kanon Fukuda.

## Grupo y unidades de Hello! Project
- Morning Musume (2011–presente)
- Hello Project Dance Club (2013-presente)
- Harvest (2012–2016)
- HI-FIN (2013–2016)
- Kamiishinaka Kana (2017)
- Morning Musume 20th (2017-2018)

## Discografía

### Singles
Morning Musume
- "Pyoco Pyoco Ultra" (2012)
- "Ren'ai Hunter" (2012)
- "One Two Three / The Matenrō Show" (2012)
- "Wakuteka Take a Chance" (2012)
- "Help Me!! (Morning Musume song)|Help Me!!" (2013)
- "Brainstorming / Kimi Sae Ireba Nani mo Iranai" (2013)
- "Wagamama Ki no Mama Ai no Joke / Ai no Gundan" (2013)
- "Egao no Kimi wa Taiyō sa / Kimi no Kawari wa Iyashinai / What is Love?"  (2014)
- "Toki o Koe Sora o Koe / Password is 0" (2014)
- "Tiki Bun / Shabadaba Dū / Mikaeri Bijin" (2014)
- "Seishun Kozo ga Naiteiru / Yūgure wa Ameagari / Ima Koko Kara" (2015)
- "Oh My Wish! / Sukatto My Heart / Ima Sugu Tobikomu Yūki" (2015)
- "Tsumetai Kaze to Kataomoi / Endless Sky / One and Only" (2015)
- "Utakata Saturday Night! / The Vision / Tokyo to Iu Katasumi" (2016)
- "Sexy Cat no Enzetsu / Mukidashi de Mukiatte / Sou Janai" (2016)
- "BRAND NEW MORNING / Jealousy Jealousy" (2017)
- "Jama Shinaide Here We Go! / Dokyū no Go Sign / Wakaindashi!" (2017)
- "Are you Happy' / A gonna" (2018)
- "Furari Ginza / Jiyuu na Kuni Dakara" (2018)
- "Seishun Night / Jinsei Blues" (2019)
- KOKORO&KARADA/ LOVEpedia/ Ningen Kankei no Way Way (2020)
- Junjou Evidence / Gyuusaretai Dake na no ni (2020)
- Teenage Solution / Yoshi Yoshi Shite Hoshii no / Beat no Wakusei (2021)
- ''Chu Chu Chu Bokura no Mirai / Dai・Jinsei Never Been Better!'' (2022)
- ''Swing Swing Paradise / Happy birthday to Me!'' (2022)
- ''Suggoi FEVER! / Wake-up Call ~Mezameru Toki~ / Neverending Shine'' (2023)
- "Nandaka Sentimental na Toki no Uta / SaiKIYOU" (2024)

## Filmografía

### Televisión
- Sūgaku Joshi Gakuen (2012)